# 大学入試センター試験

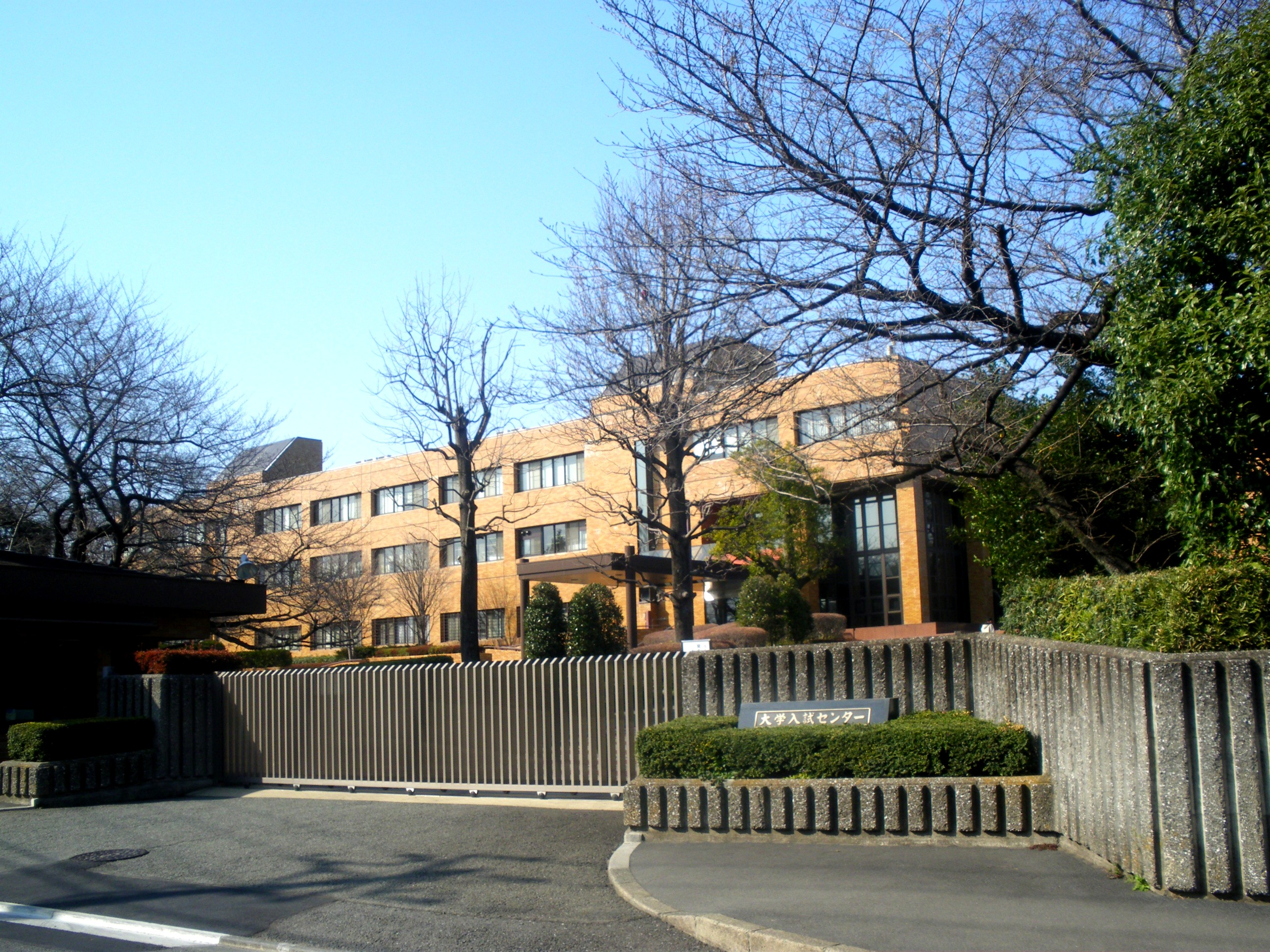
大学入試センター本部

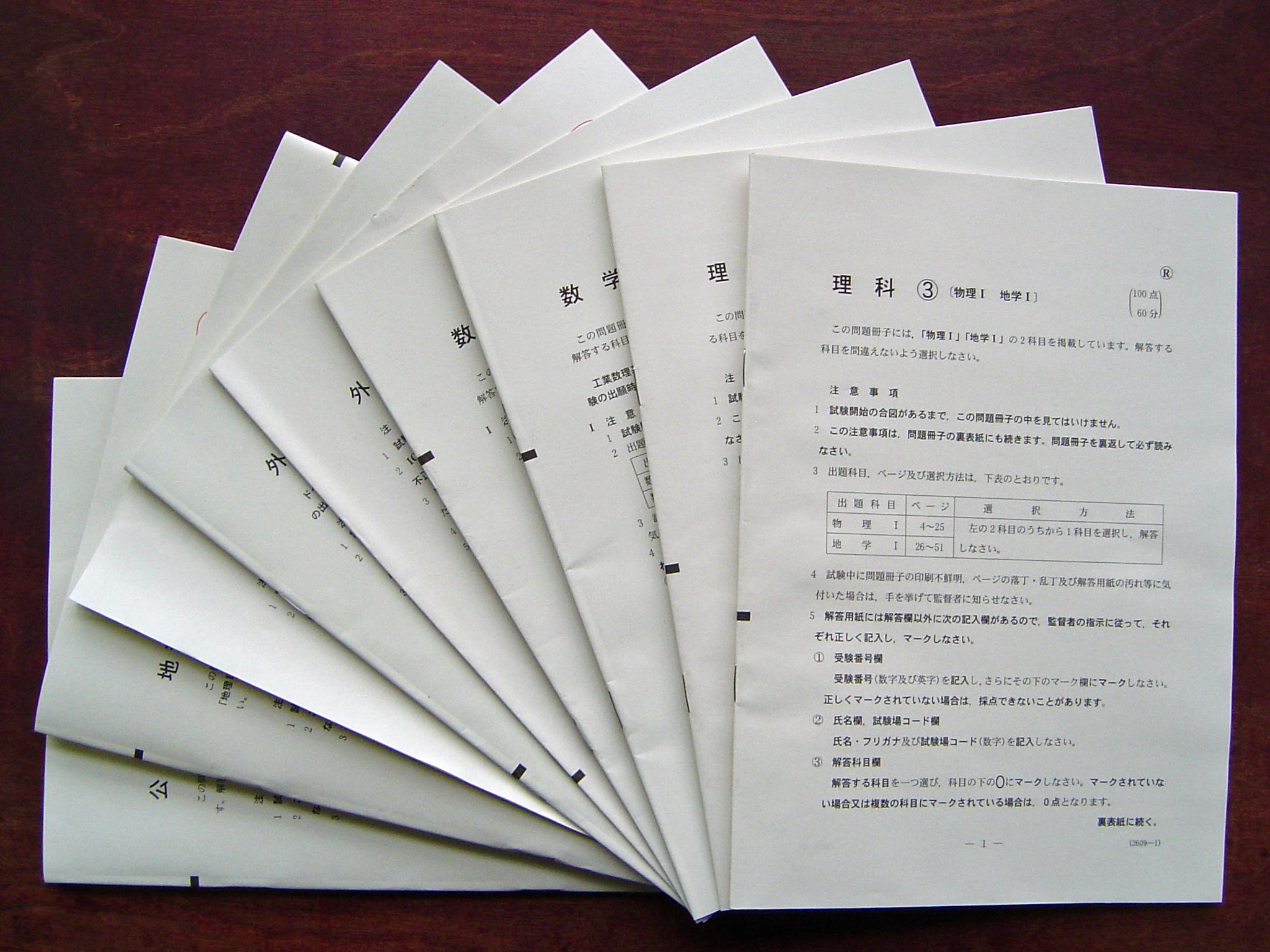
受験生に配布された問題冊子

大学入試センター試験（だいがくにゅうしセンターしけん、英語: The National Center Test for University Admissions）は、1990年度から2020年度まで独立行政法人大学入試センター（DNC）により、例年1月13日以降の最初の土曜日・日曜日の2日間にわたって行われていた日本の大学の共通入学試験である。かつての国公立大学共通第1次学力試験が大学共通第1次学力試験と改められ、さらに改称され大学入試センター試験となった。2020年度の試験をもって廃止され、これに代わって2021年度より大学入学共通テストが実施されている。

## 概要
教科・科目ごとに決まっている高等学校の学習指導要領に沿って出題される（視覚障害・聴覚障害・肢体不自由・病弱系の特別支援学校高等部はこれらに準ずる）。全教科・全科目で設問の解答をマークシートに記入する方式となっており、記述式の設問はない。
平均点は各教科・科目とも6割程度になるように作成してあるが、年度や教科・科目によっては、想定以上のずれが生じることがある。
試験会場は国内ほとんどの大学が主となるが、一部の高校や予備校でも行われる。試験会場は年によって異なる場合があり、その年の年度後半に発表される。なお、試験1日目の前日の金曜日は、設営準備や不正防止のため、試験会場の建物とその周辺が「関係者以外立入禁止」となる場合がほとんどである。

## 名称
正式名称は「大学入学者選抜大学入試センター試験（だいがくにゅうがくしゃせんばつだいがくにゅうしセンターしけん）」である。
一般には、1990年から2020年までのDNCによる「大学入学者選抜大学入試センター試験」のみを指して「大学入試センター試験」「センター試験」と表現する場合が多く、以下本稿でもその趣旨で「大学入試センター試験」「センター試験」と記載する。
なお、1992年頃までは「新共通テスト」、現実に施行されてからは「共通テスト」「新テスト」の名称が使われ、マスコミでも「共通テスト（大学入試センター試験）」「新テスト（大学入試センター試験）」などと表記されていた。またNHKでは当初必ず「大学入試センター試験、いわゆる新テスト」と呼称し、「新テスト」を一般的な名称として使用していた。当初の略称には「大セン試験」なるものもあり、一部の予備校等で採用していた。
当試験が実際に採用されていた時代に受験生だった世代の人々や受験産業関係者の間では「センター」で通じる場合が多い。当時の塾などの資料上では「セ試（せし）」と略すこともあった。また、大学入試の願書等で「DNC」（Daigaku Nyushi Center）と記載されることもあった。

## 採用校
1979年から1989年までの間、国公立大学の入学志望者を対象とした大学共通第1次学力試験（共通一次試験、共通一次）を実施していた。これは、入学試験問題において、奇問・難問や重箱の隅をつつくような問題をなくし、一定の学力基準を測ることを目的として導入されたものである。しかし、当時は有名私立大学は参加できないばかりか実際にはこういった設問を完全に排除することができず、1990年から、国立大学の共同利用機関であるDNCの実施する大学入試センター試験に変更し、私立大学も試験成績を利用できるようにするなど、試験自体を流動性のあるものに改めた。2006年には英語のリスニング試験が、世界で初めてICプレイヤーを利用したリスニング試験として実施され、機械に関するトラブルも含めて話題となった。
国公立大学においては、（一部の推薦選抜などを除き）出願資格を「センター試験で本学が指定した教科・科目を受験した者」と規定している。生徒の学力低下を懸念して、ほとんどの国公立大学ではセンター試験で5（又は6）教科7（又は8）科目、合計950点分の受験が必須である。多くの文系では外国語、国語、数学2科目、地理歴史及び公民の中から2科目、理科の基礎を付した科目から2科目が、理系では外国語、国語、数学2科目、地理歴史又は公民のうち1科目、理科の基礎を付していない科目から2科目が主流となっている。また、私立大学の参加も年々増加している。私大の場合、センター試験を入学者選抜にどう利用するかは、各大学が個別に決めている。英語リスニングの結果を採用しない大学や、第一次選抜のみの使用の大学もある。
センター試験開設当初とセンター試験廃止年度までの30年間に、受験する教科・科目が増加・改定される一方で、出題や運営に関するトラブルも発生した（後述）。難易度は教科・科目や年度によってばらつきがあり、満点者が出ない教科・科目がある年もあった。東京大学ですら第一次選抜を行わない年が現れる一方で、第1段階選抜得点を非常に高く要求する大学もある。

## 沿革
- 1988年12月15日：試行テストを実施。
  - 試行テストの目的は、どのように試験を実施するのかについて私立大学の関係者が確認をすること、試行テストの成績と実際の入試結果との比較調査を行うことであった。ただし、合否判定の資料にならないよう、成績は翌年4月以降に各大学へ通知された。
  - 試行テストは2日間にわたって実施され、1日目は国語、地歴公民、数学A・数学Bの3教科10科目、2日目は外国語、理科A・理科B・理科Cの2教科8科目がそれぞれ実施された。
  - 共通一次試験との具体的な相違点として、試験にかかる負担の低減と入試科目の弾力化が挙げられる。具体的には次のとおり。
    - 外国語、国語を100分から80分に短縮。
    - 同様に、それまで100分で行っていた数学をAグループ（「数学I」）とBグループ（「数学II」「工業数理」「簿記会計I・II」）に分割、それぞれ60分とし、さらに「*」印マークを廃止。
    - 理科をAグループ（「物理」「地学」）、Bグループ（「化学」「理科I」）、Cグループ（「生物」）に分割し、大文字アルファベットマークを廃止。
- 1990年：大学共通第1次学力試験を改称し、第1回大学入試センター試験を実施。
- 1997年：学習指導要領の改定に伴い、試験内容を一部改定。
  - 外国語に「中国語」を導入。
  - 「国語」を「国語I・II」に科目名変更、新科目である「国語I」を導入。
  - 社会を地理歴史と公民に分割。
    - 新科目である「地理A」「地理B」「日本史A」「日本史B」「世界史A」「世界史B」（以上、地理歴史グループ）をそれぞれ導入。
    - 「倫理，政治・経済」を廃止、「倫理」「政治・経済」に分割（これらに既存の「現代社会」を加え公民グループ）。

  - 数学について、AグループとBグループを(1)グループと(2)グループに改称。
    - 新科目である「数学I」「数学I・数学A」をそれぞれ導入（数学(1)グループ）。
    - 「簿記会計I・II」を「簿記」に変更、新科目である「数学II」「数学II・数学B」「情報関係基礎」を導入（数学(2)グループ）。

  - 理科について、Aグループ・Bグループを、それぞれ(1)グループ・(2)グループに改称（Cグループは廃止）。
  - 新科目である「総合理科」「物理IA」「物理IB」「生物IA」「生物IB」「化学IA」「化学IB」「地学IA」「地学IB」をそれぞれ導入。
（1997・1998年度は旧課程履修者のため、旧「数学I」・旧「数学II」・「理科I」も平行して実施）
- 1999年：旧「数学I」・旧「数学II」・「理科I」を廃止。
- 2000年11月22日：国立大学協会が学力の低下を懸念し、それまでほとんどの国公立大学が5教科6科目を試験教科科目として課していた状況を打開し、5教科7科目を課すことを提言。これに多くの国公立大が従い、最終的には2004年度以降大多数の国公立大が後者の受験教科科目に移行した。
- 2002年：外国語に「韓国語」を導入。
- 2004年：短期大学の利用が開始、「生物IA」「生物IB」を理科(1)グループから、新設した理科(3)グループに移行。
- 2006年：学習指導要領の改定に伴い、試験内容を一部改定。
  - 外国語のうち、英語の選択者の大多数が「英語（筆記）」と、新規に導入された「英語（リスニング）」（配点50点・試験時間30分）との両方の受験が必要となる。
  - 「国語I」を廃止、「国語I・II」を「国語」に科目名変更。
  - 「簿記」を「簿記・会計」に、「工業数理」を「工業数理基礎」に変更（数学(2)グループ）。
  - 新科目である「理科総合A」（物理・化学分野）「理科総合B」（生物・地学分野）を導入。
  - 「物理IB」「化学IB」「生物IB」「地学IB」を廃止し、新科目である「物理I」「化学I」「生物I」「地学I」を導入。
（2006年度に限り旧課程履修者のため、「物理IA」「化学IA」「生物IA」「地学IA」「総合理科」も平行して実施）
- 2007年：「物理IA」「化学IA」「生物IA」「地学IA」「総合理科」を廃止。
- 2012年：地理歴史と公民を統合し、理科3グループを1グループに統合。統合グループ内で最大2科目まで選択できるように変更。「倫理，政治・経済」を復活。同時に、出願時に志願票で「受験教科名」と「地理歴史・公民、理科の受験科目数」、「数学II・外国語の別冊子試験問題の配付希望」を申し出て登録する受験教科事前登録制が導入された。
- 2013年10月21日：教育再生実行会議が、「大学入試センター試験」を廃止し、新たに大学入学希望者学力評価テスト（仮称）の創設することを提言した[5]。
- 2015年：学習指導要領の改定に伴い、試験内容を一部改定。
  - 数学、理科のみ新課程の範囲からの出題となり、新たに「物理基礎」「化学基礎」「生物基礎」「地学基礎」「物理」「化学」「生物」「地学」の8科目を導入、最大3科目選択可能とし[6][7]、理科は「理科(1)」「理科(2)」の2グループに分けられる[7]。ただし、同年度は旧課程履修者のために「旧数学I」「旧数学I・旧数学A」「旧数学II・旧数学B」「理科総合A」「理科総合B」「物理I」「化学I」「生物I」「地学I」も旧課程の範囲から出題し旧課程履修者のみ選択できる[7]（新課程科目「数学II」は旧課程履修者にも対応した出題内容となっているため「旧数学II」は廃止）。また、旧課程履修者は理科において新・旧の教育課程の教科科目を組合せて選択解答することは不可[7]。選択方法は下記の通り。
    - A：「物理基礎」「化学基礎」「生物基礎」「地学基礎」の4科目から2科目選択
    - B：「物理」「化学」「生物」「地学」の4科目から1科目選択
    - C：「物理基礎」「化学基礎」「生物基礎」「地学基礎」の4科目から2科目、及び「物理」「化学」「生物」「地学」の4科目から1科目を選択
    - D：「物理」「化学」「生物」「地学」の4科目から2科目選択

（2015年試験の経過措置である旧課程科目は選択方法B又はDに属する。Dの場合は旧課程1科目、新課程1科目の選択は不可）
- 2016年：学習指導要領の改定に伴い、試験内容を一部改定。
  - 「旧数学I」「旧数学I・旧数学A」「旧数学II・旧数学B」「理科総合A」「理科総合B」「物理I」「化学I」「生物I」「地学I」を廃止。
  - 国語、地理歴史・公民、外国語、専門学科に関する科目は全て新課程の範囲からの出題となり、旧課程履修者に対する経過措置は講じない（教科名科目名の変更なし）。
  - 専門学科に関する科目のうち「工業数理基礎」のみ旧課程の範囲から出題し、旧課程履修者のみ「数学(2)」の時間に選択できる（新課程履修者は選択は不可）。
- 2017年：「工業数理基礎」を廃止。専門学科に関する教科科目において「工業数理基礎」を選択する受験生が極めて少なく、また工業科出身者は「情報関係基礎」を代替としている状況であるため[8]。
- 2020年：最後のセンター試験を実施[9]。翌年から、大学入学共通テストに移行。

## 作問から試験実施までの流れ

### 作問
センター試験の問題は、国公私立の大学教員などを中心に構成される、大学入試センターの「教科科目第一委員会」が作問する。出題教科目の作業部会と点字問題の作成部会の計24部会が設置されており、委員の任期は2年で、毎年約半数ずつ交代する仕組みとなっている。
作問には約2年をかけ、本試験と追試験の2種類を作問する。完成した問題は、大学入試センターの「教科科目第二委員会」に所属している、第一委員会での委員経験のある、国公私立の大学教員や学識経験者などの約100人によって点検される。出題教科目ごとに計21の点検部会が置かれており、ここでは試験問題の構成や内容、解答、用字・用語などの点検が行われる。続いて、国公私立の大学教員や学識経験者などで構成される「教科科目第三委員会」で形式や表現、各教科目間での整合性、重複などの点検が行われる。また、点検協力者として、高校教育現場を知る立場から難易度や出題範囲が学習指導要領から逸脱していないかを確認するため、高校での授業経験があり、現在は授業を担当していない管理職や教育委員会指導主事も参加している。
点検が行われた問題は印刷に回され、24時間厳重に警備されている保管倉庫に一旦保管される。その後、試験数日前に全国約700の会場に送られて、当日まで厳重に保管される。ここまでの過程で、全体で数千人が関わってくる。なお、問題用紙は、警備員常駐のもと、専用車で試験場まで輸送されている。また大学入試センターは、警察庁や各都道府県の警察に対して、試験問題の輸送時における警備協力の要請を行っている。
大学入試センターは、機密事項であることを理由に、問題冊子がどこで印刷されているかを公表していない。大学入試センターの関連文書では「印刷関係業者」とだけ記載されている。
問題自体は、本試験用・追試験用の2セットが毎年作問されるのに加え、問題の漏洩に備えた「緊急対応用試験問題」が準備されている。緊急対応用試験問題に関しては、毎年作問されるわけではなく、一度作問したものを修正・再印刷して保管している。また、共通一次試験時代に（三大予備校などの）模擬試験と国語の出典が一致したことがあったため、作問者も模擬試験の検査をし、出典が重なっていた場合は問題を差し替えている。そのため、現在では模試と実際の試験問題の出典が一致することは減っている。しかし、2013年度にZ会による市販の演習問題集と一致するなど、模擬試験などと問題が合致するケースがなくなったわけではない。なお、このようなことが起きた場合にはそれぞれの予備校のWebサイトで「問題の予想が的中した」などと報告される。

### 過去問題の再利用
以前までセンター試験では、前身である大学共通一次試験を含めて過去に出題した問題、いわゆる過去問題を再度出題したことはなかった。これは、問題を解いた経験がある受験生と、その経験がない受験生とで不公平が生じるのを避けるためである。加えて、教科書に載せられた題材も出題しないことが慣習となっている。これも過去問と同様に、履修した経験で不公平が生じるのを避けるためである。
しかし、作問の過程で、センター試験や他の大学の過去問、模擬試験、教科書などと題材が重複していないかを点検する作業に、膨大な時間と労力を割かれる状況が年々深刻化してきた。また一方で、センター試験の問題は、各大学が入試問題を作問するときに参考資料とすることが想定されているため、学習指導要領に基づいた良質な問題を出すことが求められており、年々少なくなる題材から良質な問題を作問することは限界に近付いていた。
このような状況を憂慮した大学入試センターは、文部科学省や国立大学協会などと協議したうえで、過去問の活用を行う方針を固めている。良質な問題の収集と分析評価を行い、過去問を再利用するのである。導入時期は2010年度からとしている。対象は主に国語や英語といった教科における「出典文」とされ、設問ではなく、文章や題材が再利用される。

### 実施日程
センター試験においても、各大学が実施する入学試験と同様に、厳格に出願方法などが定められている。志願者は大学入試センターが配布している「受験案内」を参照し、出願から受験までの段階を踏むこととなる。「受験案内」はセンター試験を利用する大学で配布されているほか、取り寄せることもできる。

### 本試験までの流れ
検定料の払込：9月上旬 - 10月中旬
受験案内に添付された払込書を使用して、金融機関の窓口で払い込む。受験する教科・科目数によって金額が異なるほか、成績開示を希する場合は別途手数料がかかる。
出願：10月上旬
志願票に必要事項を記入し、検定料払込の際に窓口で受け取る「検定料受付証明書」を貼付して、大学入試センターに送付する。ただし卒業見込者は学校単位で送付する。例年、生年月日の記入漏れや記入間違いが1,000件以上発生しており、性別を間違えて志願票に記入してしまうケースも多く、大学入試センターは注意を促している。
登録内容の確認：10月下旬 - 11月上旬
大学入試センターより志願票内容を確認する「大学入試センター確認はがき（出願受理通知）」が志願者宛に届く。ただし卒業見込者には学校単位で届く。
受験票等の送付：12月上旬 - 12月中旬
登録された内容を基に受験票等が送付される。ただし卒業見込者には学校単位で届く。受験票には各大学別の試験に必要な成績請求票、成績開示変更届、写真票が付属している。写真票は試験当日に回収され、本人照合に使用される。
本試験受験：1月13日以降の最初の土曜日及び翌日の日曜日（2008年度までは1月の第3土曜日・日曜日）
受験票に示されている指定の受験会場で受験する。受験会場は出願期間が終了し、志願者が確定した段階で決定される。卒業見込者は在学している学校から近い会場、その他の受験者は志願票に書かれた住所から近い会場が選ばれ、志願者自身が変更することはできない。なお、志願者の地理的な分布や、受験会場の収容人数、トイレの個数など様々な条件が考慮されるため、必ずしも最も近い会場になるとは限らない。

### 本試験終了後の流れ
本試験正解などの発表：それぞれの日の試験終了後の夜
平均点の中間発表：本試験終了から3日後（水曜日）
得点調整の有無の発表：本試験終了から5日後（金曜日）
追試験：本試験1週間後の土曜日・日曜日
本試験当日に病気や事故などの理由で受験できなかった受験生、若しくは本試験でトラブルに見舞われた受験生で、再試験を希望した受験生を対象に本試験とは別の問題を利用して実施される。本試験を受験できなかった受験生は「追試験」、本試験を受験したうえで、改めて受験する受験生は「再試験」として受験する。あらかじめ大学入試センターが「対象者」として認定した受験生のみ受験できるが、国公立大学の二次試験や私立大学の入学試験などとの兼ね合いから受験を辞退する対象者もいる。なお、事前に大学入試センターが受験希望の有無を対象者に対して聴取するが、受験希望を申請していなくても当日会場に行けば受験することができる。再試験は本試験と同じ受験会場で、追試験は東京都若しくは京阪神地方の会場で受験する。なお、受験生にとっては本試験から1週間の時間的余裕が発生することもあり、追試験の方が難度が高く設定されるとよく言われるが、そのような事実はない。再試験を受験した場合、本試験の結果は破棄される。なお、2006年度から2011年度の間は、追試験の問題が非公表だったため、教育関係者などは国の「情報公開制度」を利用し問題を閲覧している。この制度を利用することにより、大手予備校などにおいては冬季講習会においてその年の追試験問題を配布することがある。2007年6月以降、各出版社が出した2008年度受験用センター試験過去問題集のうち、青本・白本では2006年度の追試験の問題が掲載された。一方、赤本・黒本では掲載されなかった。さらに、2008年6月以降、各出版社が出した2009年度受験用センター試験過去問題集では、青本・白本・赤本・黒本の全てに、2006年度の追試験の問題が掲載された。一方、青本・白本・黒本に2007年度の追試験の問題が掲載されたが、赤本では掲載されなかった。
平均点などの最終発表：2月7日
成績通知表の送付：4月16日以降
2002年度から導入された「成績開示」によって行われる。出願時に成績開示を希望し、別途手数料を支払った受験者に対して行われ、すべての大学入試が完了した後で各科目の成績が印刷された用紙が書留郵便で郵送される。大学入試センターは4月下旬までに送付するとしている。国語は各分野別（近代以降の文章・古文・漢文）に、英語は筆記とリスニングが別になっている。出願後に成績開示の希望の有無を変更することはできない。

## 試験形式
ほぼ全教科目で、設問に対して与えられた選択肢の中から受験者が正解と思うものの数字を選択し、それを解答用紙（マークシート）の指定された解答欄に鉛筆でマークする（塗り潰す）というものである。
外国語（英語のリスニングを含む）・国語・地理歴史・公民・理科(1)の問題では、各問いに解答番号が1から連続して振られており、表示された番号と同じ解答番号の解答欄にマークする。数学と理科(2)も同様であるが、マークシートの解答欄は大問ごとに区切られ、解答番号も大問ごとに振られている。第1問から取り組む必要はないが、マークずれを起こしやすい。

### 数学における解答方式
数学（「簿記・会計」及び「情報関係基礎」を除く）の解答方式は例外的で、一部の問いを除き、問題文中にある「ア」「イウ」といった枠で囲まれた文字に当てはまる数字や符号を直接マークする形式をとっている。誘導形式が多く、解けない問題があると、その先はできないことがある。また、共通一次時代にあった「＊」はないために、自分で出した数値と問題用紙の桁数が違うとその数値は誤答ということになる。決められた区域内の文字のマークが正解と全て一致しないと得点にはならない。
- 例1：第1問の問題文中でと書かれた部分に対し「-54」と答えたい場合、問題番号1の解答欄「ア」にある（-）をマークし、同様に解答欄「イ」の（5）、解答欄「ウ」の（4）をそれぞれマークする。
- 例2：問題文中でと書かれた部分に対し{\displaystyle \mathbf {-2a \over 3} }と答えたい場合、解答欄「エ」の（-）、「オ」の（2）、「カ」の（a）、「キ」の（3）をマークする。

なお、分数を含む形で解答する場合は既約分数で答えなければならないため、上の例で{\displaystyle \mathbf {-4a \over 6} }と答えた場合、数学的に同じ値であっても不正解となる。また、正負の符号は必ず分子に付けることとなっている。
- 例3：問題文中で  と書かれた部分に対し{\displaystyle \mathbf {6{\sqrt {2}}} }と答えたい場合、解答欄「ク」の（6）、解答欄「ケ」の（2）をマークする。

なお、根号を含む形で解答する場合は根号の中に現れる自然数が最小となる形で答えなければならないため、上の例で{\displaystyle \mathbf {3{\sqrt {8}}} }や{\displaystyle \mathbf {2{\sqrt {18}}} }と答えた場合、数学的に同じ値であっても不正解となる。
- 例4：問題文中の[コ]に関して「ただし、[コ]については、当てはまるものを、次の（0）〜（4）から一つ選べ。」と指示があり、この部分に対し（2）を選びたい場合、解答欄「コ」の（2）をマークする。
- 数学的な解法とは関係ない、技術的な解答方法も存在する。例えば、解が小さい順から[アイウ]、[エ]、[オカ]とある時、[アイウ]は必ず負の解であり、[オカ]は二桁の解となる。

### 教科・科目選択

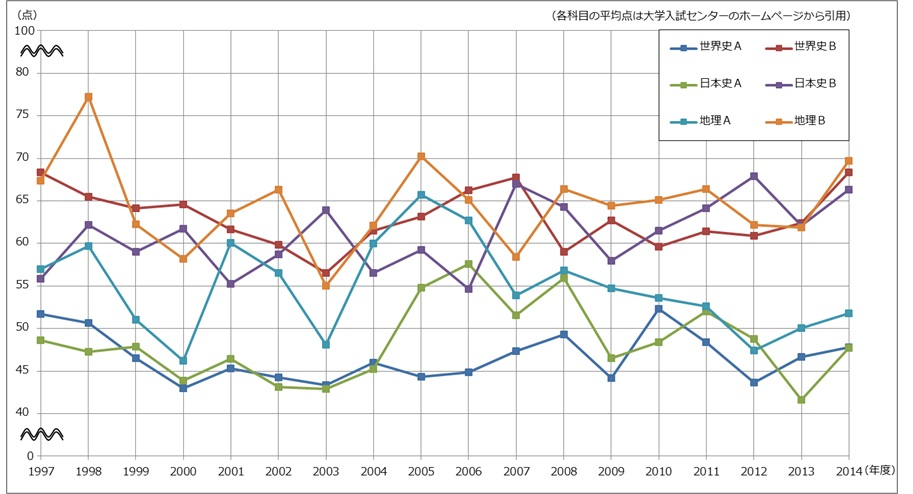
地理歴史科の平均点の推移

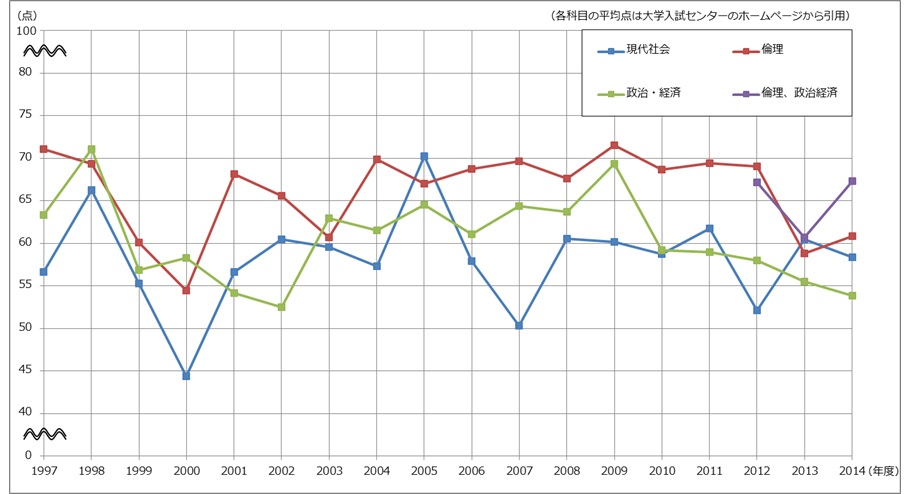
公民科の平均点の推移

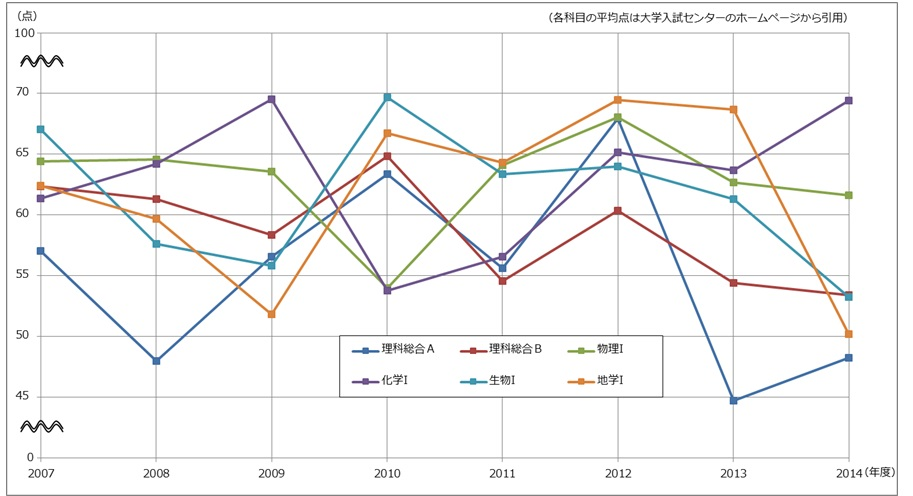
理科の平均点の推移

受験者は、出願時に受験教科（国語、地理歴史・公民、数学、理科、外国語）をそれぞれ受験するか否かを志願票に記入し、「受験する」と申請した教科のみ受験することができる。
科目は7グループに分類されており、この分類は同一日時に行われる科目の群と一致する。受験者は数学(1)、数学(2)、外国語から1科目ずつ、地理歴史・公民、理科(2)からは1科目又は2科目、理科(1)から2科目だけの受験となる。出願する大学により指定されている科目は受験する必要があるが、不要な科目は受験しなくてもよい。科目については試験当日に指定するが、地理歴史・公民においては「2科目受験」「1科目受験」「受験しない」のいずれかを、理科(1)・(2)においては選択方法A - D又は「受験しない」のいずれかを、出願時に申請しなければならない。かつては印刷部数の大まかな数を把握するため受験する科目まで志願票に記入していたが、現在は行っていない。
なお、
- 「外国語」グループにおける「英語」以外の科目（ドイツ語・フランス語・中国語・韓国語）
- 「数学(2)」グループにおける「簿記・会計」「情報関係基礎」「工業数理基礎」

の選択を希望する受験者は、出願時に「別冊子試験問題の配布希望」欄に配布を希望する科目を申請しなければならない。申請しなかった受験者には、試験当日に上記科目の問題冊子は配布されない。なお、申請した受験者には外国語の「英語」や、数学(2)の「数学II」「数学II・数学B」の冊子も配布され、試験時間中に急遽選択解答することも出来る。
センター試験では、高校での履修の有無などによる教科・科目の受験制限はない。また、一部の大学では理科、地理歴史及び公民を必要数を超えて受験した場合、高得点のものを採用するため、とりあえず受験してみる、といった受験者もいる。 しかし、大学によっては、「選択解答できる者は、高等学校において履修した者に限る」といった受験制限をしている場合（「地理歴史のA科目」「簿記・会計」「情報関係基礎」「工業数理基礎」など）や、第一解答科目のみの得点を採用する大学があるため、募集要項などで確認する必要がある。
なお、センター試験開始当初の学習指導要領における「現代社会」「理科I」（いずれも全学科で必修）は大半の大学が普通科・理数科に在籍していた人の選択を認めていなかった。
マークシートに受験した科目をマークしていなかったり、複数の科目にマークしたりした場合は理由を問わず0点となる。2007年度からは科目選択欄の横に「チェック欄」が付けられ、マークミスを防止する仕組みが整えられた。なお、「国語」と「英語（リスニング）」は1科目しかないため、受験科目のマーク欄はない。また、「外国語」において別冊子の配布を希望しなかった場合は、受験科目のマークをしなかった場合であっても「英語」として採点される。

## 受験特別措置
疾病・負傷や身体障害等のため、解答方法、試験室、座席、所持品などについて、特別の措置を希望する受験生は、出願時に受験上の配慮を申請することができる。受験特別措置は申請に基づき審査され、個別に「受験特別措置決定通知書」が送付される。
日常生活において使用している補聴器、松葉杖、車椅子等を持ち込む場合は、申請が必要である。
出願後の不慮の事故等で、受験特別措置を申請することもできる。ただし、申請する理由が出願後に発生した場合に限られる。志願者本人又は代理人が、受験票に記載の「問い合わせ大学」に、受験票と医師の診断書（形式任意）を持参、大学にある申請書に必要事項を記入し、申請する。出願時の申請と同様、大学入試センターで審査の上、特別措置が決定する。

### 特別措置の例
特別措置の内容としては下記のようなものがある。
- 試験時間の延長（1.3倍、1.5倍）
- 試験室を1階又はエレベーターが利用可能な試験室に設定
- 洋式トイレ又は障害者用トイレに近い試験室を設定
- 座席を、前列、出入口近く、窓際に設定
- 別室での受験
- 点字又は文字解答用紙の使用
- 代筆解答、チェック解答
- 拡大文字問題冊子の配布
- 照明器具、拡大器具の配置
- 手話通訳者、介添者の配置
- 監督者の口頭指示を文章で受ける
- 別室でCDラジカセによるリスニング受験
- リスニング試験の免除

また、上記の措置とは別に、リスニング試験におけるイヤホン不適合措置の申請によりヘッドホンの貸与が受けられる。

### 特別措置を希望する場合
「早い時期に」下記の行動が必要、とされている。
- 大学入試センター事業第1課又はホームページから受験案内（別冊）を入手する。
- 志望大学との事前の相談（入学後の大学生活に配慮が必要か、など）。

### 個別の大学入試への影響
国公立・私立問わず、各大学入試・選抜試験における受験特別措置について、学生募集要項等に「大学入試センター試験における身体障害者受験特別措置方法に準ずる」と記載する大学があり、大学入試センター試験の基準が、判断基準として採用されている場合がある。

## 得点調整

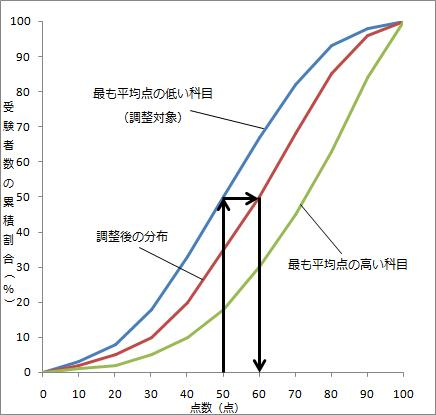
得点調整方法

センター試験の本試験において、同一グループの科目間で20点以上の平均点差が生じ、これが問題の難易差に基づくものと認められる場合には、「得点調整」と呼ばれる統計的処理が行われる。適用対象グループは、「地理歴史の『世界史B』『日本史B』『地理B』（3科目）」「公民の『現代社会』『倫理』『政治・経済』（3科目）」「理科(2)の『物理』『化学』『生物』『地学』（4科目）」の3つのみである。ただし、受験者数が1万人未満の科目は得点調整の対象としない。
センター試験終了約1週間後に行われる平均点中間発表の際に予告された上で実施される。対象となる受験者と対象とならない受験者間での公平性の観点から、平均点差のすべてを調整するのではなく、調整後も平均点差が15点となるように調整される。この15点の差は、通常起こりうる平均点の変動範囲である。
得点調整は各グループごとに「分位点差縮小法」という方式を使って行われる。この方式によって、得点調整対象の科目のうち、最も平均点の高い科目と低い科目の得点の累積分布を比較し、受検者数の累積割合が等しい点（等分位点）の差を一定の比率で縮小する。平均点が最大/最小以外の科目についても、平均点差を同一の比率で縮小するように調整される。
得点調整が行われたのは、センター試験の導入以降、1998年度試験と2015年度試験の二度のみである。1998年度には上記のルールに従い、地理歴史において、日本史Bの得点を地理Bに近づける形で調整が行われた。2015年度には、理科(2)の科目において、生物の平均点が物理Iの平均点より20点以上低かったため、物理、化学、生物、化学I、生物Iで得点調整が実施された。なお、この年の地学の平均点は生物よりもさらに低かったが、受験者が1万人未満であったため、得点調整の対象とはならなかった。地学Iも受験者が1万人未満であったため、得点調整の対象とはならなかった。
一方で、同一科目の平均点に差がある場合に「得点調整」を行うことについては反対意見もある。福井一成は著書で、例えば理科の場合、一般的に理科に強い理系の学生が多い物理・化学の平均点が、文系の学生が多い生物・地学の平均点に比べて高くなるのは自然なことであるとして、得点調整の必要性に疑問を示している。

## 外国語の難易度と点数の扱い

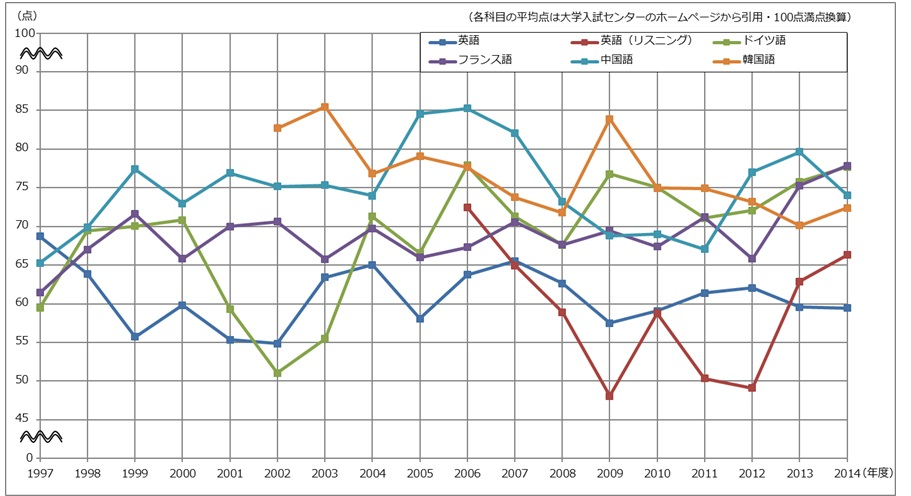
外国語科の平均点の推移

センター試験では開始当初、共通一次試験と同じく英語・ドイツ語・フランス語の3ヶ国語のみ試験を行っていた。その後、1997年度からは中国語を、2002年度からは韓国語を導入した。
英語以外の外国語は、外国系日本人や帰国生徒などのそれらの言語をいわば母国語又は母語としていた人が多く受験しているため、英語に比べ押し並べて平均点が高く、ときに批判がなされることもある。しかし文部科学省は受験者数の違い、ネイティブ中心の受験者なので難易度調整は不可能と回答している。
私立大学では学部を問わず、センター試験での英語以外の外国語の得点が認められる場合が多い。ただし、韓国語のみ認められない場合などもある。 国公立大学については、ドイツ語・フランス語は、学部を問わず認められることが多い。中国語も、比較的選択可能な大学は多い。
なお、外国語の試験で英語にリスニングが導入された結果、英語の総合得点（素点）が250点満点となるため、他の外国語の200点満点と50点の差が生じる。差分の調整方法は各大学によって異なる。以下にいくつかの例を示す。
- 筆記とリスニングの合計250点満点を0.8倍して、200点満点に換算する方法
- 筆記とリスニングの各得点を調整し、合計すると200点満点になるように換算する方法

例：筆記200点満点を180点満点に換算、リスニング50点満点を20点満点に換算した後合算する。
- 筆記のみ200点満点の点数と、筆記とリスニングの合計250点満点を0.8倍して200点満点に換算したものとを比較し、得点の高い方を英語の得点として採用する方法
- リスニングの得点を考慮せず、筆記の得点のみ参考とする方法
- 差分を調整せず、そのまま250点満点とする方法

## 入試における利用
大学により、最終判定におけるセンター試験の利用法は異なるが、大きくいくつかの系統にまとめることができる。
センター試験単独判定型
センター試験の結果のみで合否を判定するタイプ。私立大学で一般入試（大学独自の問題による入試）と並行して行われる場合が多い。一般入試に比べて募集枠が小さいため合格難易度は高め。
国立大学の後期試験でも、センター試験だけで合否を決めている例もあるが、その分ボーダーラインは前期試験より高くなる傾向がある。
センター試験+二次試験型
センター試験の結果と二次試験（大学によっては、小論文・面接等も課される）の結果を合計して合否を判定するタイプ。多くの国公立大学で主流となっている。
東京大学や多くの国公立大学医学部医学科のように、センター試験の点数による第一段階選抜（いわゆる「足切り」）が行われる場合がある。
センター試験併用型
センター試験の結果と学校独自の試験の結果を合計して合否を判定するタイプ。私立大学で採用される。大学によっては一般入試と同一問題を使用することもある。
センター試験（傾斜配点）+二次試験型
センター試験のうち、一部の科目のみを点数として採用して、かつ各教科の本来の点を75 - 25%程度に圧縮し、そこに二次試験の結果を合計して合否を判定する。
東京外国語大学や芸術系・体育系の学科で採用されることが多い。
センター試験独立利用型
センター試験の結果を第一段階選抜にのみ利用し、最終的な合否の判定は二次試験の結果のみで行うタイプ。
東京工業大学がこのタイプで有名。
大学入試に関する詳しい情報については大学受験を参照。

## 試験結果
受験生は各大学に出願する前に自身のセンター試験での成績を知ることができない。そのため、解答時に問題用紙に自身の解答をメモしておき、後日、新聞などで発表される正解・配点と照合して自身の成績を推定する、いわゆる「自己採点」を行う。
2012年度までは解答は「○（正解）」か「×（誤答）」のどちらかであったが、2013年度からは「△（部分点）」が与えられる回答がある問題も登場した。出願時はこの自己採点が唯一の情報源になるので、自分の解答を正確に控えておかなかったり、マークミスなどを犯していたりすると、自己採点の点数と実際の得点が違うということが起こり、受験校を決める上で致命的なミスにつながることもある。
現在では、採点結果を大手予備校に送ることにより、ある大学の志望者の中における成績の位置を知ることのできるシステムも整備されている。予備校は試験終了翌日の夜までに全国の高校・予備校・書店から申込者の自己採点結果を回収し、コンピュータシステムを使いデータを分析する。そして、試験終了から4日後には申込者に分析結果を配布するのである。予備校では、このデータ分析に加えて各高校などに配布する成績資料も同時に作成しなければいけないため、この時期は繁忙を極めている。なお、受験者の多くは複数の予備校に自己採点の結果を送るため、予備校ごとに順位や合格判定の結果に大きな差が出ることはあまりない。代表的なものでは、河合塾のセンター・リサーチ（Web入力はバンザイシステム）、駿台予備学校・ベネッセコーポレーションのデータネット、東進ハイスクールの合否判定システムなどが挙げられる。

### 内容の訂正
提出した答案用紙は、独立行政法人が取得した『個人情報を含む行政文書』に該当するため、個人情報開示制度の対象となる。この制度を利用して提出後に答案用紙の原本と読み取った成績のデータが開示された事例がある。この事例ではさらに開示された内容と自身が試験会場でマークした内容が違うと主張し、『個人情報の訂正』として答案用紙の訂正を請求したが却下された。

### センター試験と「マークミス」
2006年5月25日、大学入試センターは1984年度以降23年間、解答用紙のマークシートに受験番号などをマークし忘れた受験生の答案でも0点にせずに、受験者を割り出して採点していた事実を明らかにした。
受験番号のマーク漏れなどがあると、電算処理でエラーが出て採点できない。センター試験の解答用紙は、模擬試験などでよく用いられる冊子型にはなっておらず、試験ごとに解答用紙が配布される仕組みになっている。そのためセンターでは、解答用紙に割り振られたコードや番号から受験者を割り出すことができないため、解答用紙に記入された名前や、座席順などから受験生を割り出し、手作業で受験番号を入力してきた。受験番号のマークミスなどがあった際の措置について、センターの公式サイトでは「個人が特定できた場合に限り、採点します」と説明していたが、実際には全員を救済してきた。一方、受験案内では「受験番号が正しくマークされていない場合は、採点できないことがあります」とだけ記している。
共通一次試験は受験番号の記入ミスを、1979年度から5年間は採点せず一律0点としていた。しかし、「一発勝負の重要な試験であまりに酷だ」との声が上がり、センター内に委員会を設けて検討した結果、救済措置が決定された。センターでは「高校3年間の学習到達度を測るという趣旨も考慮し、解答とは異なる部分のミスに限定して教育的配慮をした」と説明している。
この救済措置について当時、文部科学大臣を務めていた小坂憲次は、「何年も受験のためにがんばってきた努力を、たった1つのマークミスですべてを失わせるのは、受験者の大半が現役生であることを考えるとあまりにも酷過ぎる」と、センターの対応に理解を示した。一方で文科省は「大学受験生を大人とみて自己責任を負わせるべきなのか、それとも子どもと見て手を差しのべるべきなのか、判断が難しい」とコメントしている。
なお、2007年以降の試験については救済について明示されるようになった。受験科目が複数ある教科（外国語を除く）については、採点者が受験者の回答科目を半ば推測的に判断することになるため、受験科目欄の塗り忘れを救済していない。ただし外国語は、別冊子配付希望を出していない受験生に限り「英語」とみなして採点を行う。同様の理由で、大問ごとに解答欄が設けてある科目（数学など）の解答欄を間違えた場合など、答案に直接関係のある部分のマークミスについては、実際にマークされた内容のまま採点が行われる。一方、答案に直接関係しない「試験会場コード」「受験番号」のマーク漏れ・マークミスは、個人が特定できた場合に限り救済が行われる。

## 日程・出題教科・科目
2020年度の実施日程と出題教科・科目は以下の通り（過去の出題教科・科目については#沿革参照）。全6教科30科目。志望する大学の学部（又は学科）が指定した教科目を選択して受験する。ただし、例外として外国語では、「英語（筆記）」を受験する場合、志望する大学の学部・学科が「英語（リスニング）」を指定していなくても、リスニング試験を受験しなくてはならない。

### 第1日目
- 地理歴史・公民：同一名称を含まない最大2科目まで選択。各100点満点、試験時間各60分（2科目受験：9:30 - 11:40（間に10分の解答回収時間あり）、1科目受験：10:40 - 11:40）
  - 2単位科目
    - 地理A
    - 日本史A
    - 世界史A
    - 現代社会
    - 倫理
    - 政治・経済

  - 4単位科目
    - 地理B
    - 日本史B
    - 世界史B
    - 倫理，政治・経済

  - 2科目選択する場合の組合せについて
    - 地歴2科目を選ぶ場合、同じ名称を含むAとBの科目の組合せは選択不可。それ以外の場合、A同士・B同士・AとB1科目ずつのいずれも選択可能。
    - 公民2科目を選ぶ場合、倫理政経と倫理、若しくは政経の組合せは選択不可。但し倫理と政経の組合せは選択可能。現代社会と他の公民科目の組合せは全て選択可能。
    - 地歴と公民を選ぶ場合、どの組合せも選択可能。
    - 大学から指定されるパターンとしては、全て認められている場合、2単位科目は現代社会のみ認められている場合、2単位科目は全て認められない場合（医学部医学科や旧帝国大学、旧官立大学など）、地歴のB科目しか認められない場合、等がある。
- 国語：200点満点（近代以降の文章100点、古文50点、漢文50点）、試験時間80分（13:00 - 14:20）
  - 国語（出題範囲「国語総合」）
    - 志望する大学の学部・学科が指定する特定の分野のみ解答する場合でも、試験時間は変わらない。
- 外国語(筆記)：各200点満点[注 19]、試験時間80分（15:10 - 16:30）
  - 英語（出題範囲「コミュニケーション英語I」に加えて「コミュニケーション英語II」及び「英語表現I」）
    - 問題の難易度、水準は実用英語技能検定（英検）2級と同程度とされる。

  - フランス語
  - ドイツ語
  - 中国語
  - 韓国語
- 外国語(リスニング)：50点満点、試験時間60分（17:10 - 18:10　機器等説明時間30分、問題解答時間30分）
  - 英語（出題範囲「コミュニケーション英語I」に加えて「コミュニケーション英語II」及び「英語表現I」）
    - 外国語（筆記）で「英語」を選択する受験生は原則受験しなくてはならない。ただし、重度の難聴者については免除される。また、「英語」以外の外国語を選択した者は受験不可。

### 第2日目
- 理科(1)：2科目で100点満点（1科目のみの選択は不可）、試験時間60分（9:30 - 10:30）
  - 物理基礎
  - 化学基礎
  - 生物基礎
  - 地学基礎
- 数学(1)：各100点満点、試験時間60分（11:20 - 12:20）
  - 数学I
  - 数学I・数学A
    - 数学Aについては、「場合の数と確率」、「整数の性質」、「図形の性質」から2題を選択して解答する。
- 数学(2)：各100点満点、試験時間60分（13:40 - 14:40）
  - 数学II
  - 数学II・数学B
    - 数学Bについては、「数列」、「ベクトル」、「確率分布と統計的な推測」から2題を選択して解答する。

  - 簿記・会計
    - 出題範囲：「簿記」、「財務会計I」（株式会社の会計の基礎的事項を含む、「財務会計の基礎」）
    - 問題の水準は日商簿記検定2級よりやや低く、日商簿記検定3級よりは高いとされる。

  - 情報関係基礎
    - 職業教育が主となっている農業、工業、商業、水産、家庭、看護、情報、福祉の8教科に設定されている情報に関する基礎的科目が出題される（農業科：「農業情報処理」、工業科：「情報技術基礎」、商業科：「情報処理」、水産科：「海洋情報技術」、家庭科：「生活産業情報」、看護科：「看護情報活用」、情報科：「情報産業と社会」、福祉科：「福祉情報活用」）。
    - 問題の難易度は国家試験の基本情報技術者試験よりやや低く、ITパスポート試験よりは高いとされる。
- 理科(2)：各100点満点、試験時間各60分（2科目受験：15:30 - 17:40（間に10分の解答回収時間あり）、1科目受験：16:40 - 17:40） 
  - 物理
  - 化学
  - 生物
  - 地学
    - 物理、化学、生物、地学には、一部に選択問題を配置する。
- 理科の科目選択方法について
  - 原則、以下の4パターンから1パターンを選択する。
    - Aパターン：理科(1)[注 20]から2科目（100点満点）
    - Bパターン：理科(2)から1科目（100点満点）
    - Cパターン：理科(1)から2科目、および理科(2)から1科目（200点満点）
    - Dパターン：理科(2)から2科目（200点満点）

  - 地歴公民のような同一名称を含む科目の同時選択不可等の制限はなく、科目数さえ守ればどんな組合せも選択可能（Cパターンを選んだ場合が該当）。なお、Cパターンを選んだ場合理科(1)の2科目のみのAパターン若しくは理科(2)のみのBパターンの条件も満たしたことになる。Dパターンを選んだ場合も第一解答科目のみのBパターンの条件も満たしたことになり、さらには「みなし措置」としてAパターンの条件も満たしたことになることが多い（詳細は後述）。
  - 文系はAパターン、理系はDパターンが主流。但し文系はBパターン、理系はCパターンも認められていることもある。また、私立理系はBパターンでいいことが多い。なお、医学部医学科や旧帝国大学、旧官立大学などは、文系はAパターン(但しDパターンで受けた場合「みなし措置」が認められるのが普通。詳細は後述)、理系ではDパターンしか認められない。
  - Aパターン必須の大学、学部・学科においては、Dパターンで受験した学生に対し、受けた理科(2)の2科目を理科(1)の2科目とみなし、Aパターンの条件も満たしていることにする「みなし措置」を設け受験資格を与えているのが普通である（救済措置）[32]。
  - 理系の場合、大学、学部・学科によっては地学選択が認められなかったり、物理と化学のどちらか若しくは両方が指定されることもある。また、Cパターンが認められている場合でも、理科(1)で選んだ2科目の中に理科(2)で選んだ科目と同じ名称が含まれている科目があってはいけない場合もある。

## 実施日一覧
| 回 | 西暦（和暦）年     | 第1日目 | 第2日目 |
| -- | ------------------ | ------- | ------- |
| 1  | 1990年（平成02年） | 1月13日 | 1月14日 |
| 2  | 1991年（平成03年） | 1月12日 | 1月13日 |
| 3  | 1992年（平成04年） | 1月11日 | 1月12日 |
| 4  | 1993年（平成05年） | 1月16日 | 1月17日 |
| 5  | 1994年（平成06年） | 1月15日 | 1月16日 |
| 6  | 1995年（平成07年） | 1月14日 | 1月15日 |
| 7  | 1996年（平成08年） | 1月13日 | 1月14日 |
| 8  | 1997年（平成09年） | 1月18日 | 1月19日 |
| 9  | 1998年（平成10年） | 1月17日 | 1月18日 |
| 10 | 1999年（平成11年） | 1月16日 | 1月17日 |
| 11 | 2000年（平成12年） | 1月15日 | 1月16日 |
| 12 | 2001年（平成13年） | 1月20日 | 1月21日 |
| 13 | 2002年（平成14年） | 1月19日 | 1月20日 |
| 14 | 2003年（平成15年） | 1月18日 | 1月19日 |
| 15 | 2004年（平成16年） | 1月17日 | 1月18日 |
| 16 | 2005年（平成17年） | 1月15日 | 1月16日 |
| 17 | 2006年（平成18年） | 1月21日 | 1月22日 |
| 18 | 2007年（平成19年） | 1月20日 | 1月21日 |
| 19 | 2008年（平成20年） | 1月19日 | 1月20日 |
| 20 | 2009年（平成21年） | 1月17日 | 1月18日 |
| 21 | 2010年（平成22年） | 1月16日 | 1月17日 |
| 22 | 2011年（平成23年） | 1月15日 | 1月16日 |
| 23 | 2012年（平成24年） | 1月14日 | 1月15日 |
| 24 | 2013年（平成25年） | 1月19日 | 1月20日 |
| 25 | 2014年（平成26年） | 1月18日 | 1月19日 |
| 26 | 2015年（平成27年） | 1月17日 | 1月18日 |
| 27 | 2016年（平成28年） | 1月16日 | 1月17日 |
| 28 | 2017年（平成29年） | 1月14日 | 1月15日 |
| 29 | 2018年（平成30年） | 1月13日 | 1月14日 |
| 30 | 2019年（平成31年） | 1月19日 | 1月20日 |
| 31 | 2020年（令和02年） | 1月18日 | 1月19日 |

※第1日目は全て土曜日、第2日目は全て日曜日。

### 追・再試験
（　）内は受験対象者数又は受験者数
- 1998年度 1998年1月24・25日に実施
- 1999年度 1999年1月21・22日に実施
- 2000年度 2000年1月22・23日に実施
- 2001年度 2001年1月27・28日に実施（258名）
- 2002年度 2002年1月26・27日に東京水産大学（138名）と大阪大学（91名）で実施
- 2003年度 2003年1月25・26日に東京商船大学（266名）と神戸大学（139名）で実施
- 2004年度 2004年1月24・25日に東京芸術大学（253名）、京都大学（119名）、お茶の水女子大学（点字試験場1名）で実施
  - 雪害のため、北見工業大学で第1日目実施分のみ4名が再試験の対象となった。
- 2005年度 2005年1月22・23日に東京海洋大学（101名）と大阪大学（76名）で追試験実施（160名）。再試験実施（50名）。
  - 正規の試験時間が確保されなかったため、東北工業大学と富士常葉大学で50名が再試験の対象となった。
- 2006年度 2006年1月28日・29日に東京芸術大学と神戸大学で追試験実施（203名）。再試験実施（15名）。
  - 正規の試験時間が確保されなかったため、山陽学園大学で6名が国語のみ再試験の対象となった。
  - 停電のため福岡国際大学で1名が英語（リスニング）のみ再試験の対象となった。
  - ICプレーヤーの不具合等で6大学で9人が英語（リスニング）のみ再試験の対象となった。
- 2007年度 2007年1月27・28日に東京海洋大学と京都教育大学で追試験実施（150名）。再試験実施（17名）。
  - 正規の試験時間が確保されなかったため、滋賀大学で1名が英語（リスニング）のみ再試験の対象となった。
- 2008年度 2008年1月26・27日に東京芸術大学と大阪大学で追試験実施（147名）。再試験実施（104名）。
  - 自動消灯システムによる停電のため成蹊大学で72名が英語（リスニング）のみ再試験の対象となった。
  - 試験開始前に氏名や受験番号などを記入するよう指示していなかった徳島大学で1名が公民のみ再試験の対象となった。
  - 英語（リスニング）の再試験者は計102名となり、前年の16名を大きく上回った。
- 2009年度 追試験実施（209名)。再試験実施（67名）。
- 2010年度 新型インフルエンザの影響で各都道府県1国立大で実施（893名）。
- 2011年度 東京海洋大学と京都大学で追試験実施（386名）。再試験実施（2名）。
- 2012年度 東京芸術大学と大阪教育大学で追試験実施（208名）。再試験実施（265名）。
- 2013年度 東京海洋大学と京都教育大学で追試験実施（321名）。再試験実施（7名）。
- 2014年度 東京芸術大学と大阪大学で追試験実施（274名）。静岡県立大学、静岡大学などで再試験実施（132名）。
- 2015年度 東京海洋大学と神戸大学で追試験実施（407名）。日本大学生産工学部津田沼校舎試験場などで再試験実施（5名）。
- 2016年度 東京芸術大学と京都工芸繊維大学で追試験実施（176名）。宮崎公立大学試験場などで再試験実施（259名）。
- 2017年度 東京芸術大学と京都大学で追試験実施（423名）。

## 志願者数・受験者数の推移
志願者数及び受験者数の推移は以下のとおり。

## 実施にあたっての問題・トラブルや批判

### 試験実施に関するもの
- 1997年度から、それまで「国語I・II」のみであった国語が、「国語I」と「国語I・II」の2科目に分割された。2科目は同一冊子の中で「国語I」「国語I・II」の順に印刷されていたが、両科目とも問題構成が同じだったため、本来「国語I・II」を解答すべきであった受験生が、違いに気づかずに「国語I」のみを解答してしまうといった事態が初年度に続出した。これ以降も同様の事態が度々起きているが、予備校などが実施する模擬試験ではこれに合わせて問題冊子を編集している。大多数の大学では、入試科目として「国語I・II」のみしか認めていなかったため、「国語I・II」のつもりで「国語I」を解答してしまった受験生は大幅に得点を失うこととなったが、これに関する救済措置はなされなかった。なお、「国語I」は2005年度を最後に廃止され、2006年度からは再び「国語」1科目に戻っている。
- 国語と同様に、地理歴史や数学もともに複数の科目が同一冊子に編集されており、さらに途中まで問題が似ているために、解答科目を間違えてしまうといった事態が、近年でも数は少ないものの起きている。
- 2005年度、電子掲示板（2ちゃんねる）に英語と国語の出題内容を示唆する書き込みがなされ、文部科学省は大学入試センターに対して内容流出の有無を含めた調査を要請したが、結局、書き込み自体は流出ではなく単なる偶然として処理された[34]。
- 2007年度、20日に実施された本試験の科目のうち、公民と地理歴史の模範解答が産経新聞電子版に、発表解禁前に約30分に渡って掲載された。
- 2007年12月14日、大学入試センターは、2008年度のセンター試験で問題作成を担当している委員の所有していたパソコンとUSBメモリが盗難に遭い、一部の問題を差し替えることを発表して謝罪した。試験実施の約1か月前という時期に、急きょ1教科分の冊子を丸ごと刷り直したのは、センター試験が始まって以来初めて。問題作成に当たった「教科科目第一委員会」に所属する大学教員が11月下旬、問題の検討過程で作成した資料を入れた私物のパソコンとUSBメモリをセンター外に持ち出し、盗まれた。試験問題に関する資料をセンター外へ持ち出さないよう、問題作成委員には周知徹底されているが、盗まれた委員は「自宅でよりよい問題を作りたかった」と話しているという。資料は1年以上前のものだったが、センターによると、実際の試験問題を推測される可能性があるという。パスワードがかけられており、現時点では資料の流出は確認されていない。試験自体は予定通り実施された。センターは「該当人物の特定や受験生の混乱を避けるため、差し替えられた問題や盗難の状況などは試験実施後まで公表しない」としている。報告を受けた文部科学省は、センターに対して再発防止を徹底するよう厳重注意した[35]。
- 2012年のセンター試験では、過去最大規模のトラブルが発生した。
  - 同年から、地理歴史と公民の試験について、10科目中2科目を選択し計120分で回答する方式となったが、本来ならば最初に地理歴史・公民の両方の問題冊子を配布するべきところを、公民の問題冊子の配布がされないなどミスが相次ぎ、大学入試センターは、影響を受けた受験生3,452人を対象に再試験を実施した[36]。しかしその再試験でも、東京国際大学において、男子受験生1人について、再試験の受験希望を明確にしていなかったため受験を断ったが、その後約4時間遅れで受験を認めるというトラブルが発生した[37]。
  - 東日本大震災の被災地である宮城県気仙沼市で臨時に設けられた試験会場には、英語のリスニング試験に用いるICプレーヤーの到着が遅れ、試験開始が約2時間遅れるというトラブルがあった[38]。
- 前述のトラブルとは別に、2012年のセンター試験では、群馬大学の桐生地区の試験会場では、リスニング試験中にカラオケ音が混じって流れるトラブルがあったことが判明している[39]。
- 2012年の試験では、佐賀大学の会場で、難病による歩行障害を持つ女子受験生が、案内を受けた教室内で放置され、試験開始が遅れるトラブルがあった。同大学は、前述の問題冊子配布ミスなどへの対応に忙殺され、忘れてしまっていたとしている[40]。
- 2013年の試験では、長崎市の活水女子大学試験場で「地理歴史」「公民」の試験時間中に、一時退出した女子受験生が問題冊子を不正に持ち出し、試験場の外にいた予備校関係者に渡すという不正があった。センター試験で試験時間中に問題が持ち出されたのは初めて。大学入試センターは女子受験生を不正行為で失格にした[41]。
- 2013年の試験において、早稲田大学や関東学院大学など5大学を希望する受験生12人について、試験の成績データの大学への送付が遅れていることが判明。関係する計419大学へのデータ送付を一時中断する事態となった[42]。
- 2017年の試験では、愛媛大学城北キャンパスで1月15日に行われた「数学II」の試験で、監督者を務めていた50歳代の男性教授が、試験中にいびきのような音を立てていてうるさいと受験生らから苦情を申し立てられるトラブルがあった。愛媛大学はこの教授について、次の「理科II」の試験から交代させた上で、処分を検討中である[43]。
- 2018年の試験では、大阪大学豊中キャンパスで行われた試験において、試験官を務めていた40歳代の教授が、試験中に居眠りをし、いびきをかくなどもしていたとして、大学側はこの教授を訓告処分とした、また、会場の責任者らについても、監督責任を問う形で厳重注意処分にした[44]。
- 毎年「試験が遅れて始まったのに定刻通りに終了した」「試験官のミスで定刻より若干早めに終了した」といった、試験時間の確保不足に関するトラブルが相次いでおり、近年でも数は少ないものの同様のトラブルが起きている[45]。

### 試験内容に関するもの
- 1994年度から学年進行で実施された学習指導要領の改定に伴い、1997年度から、数学では旧課程履修者（浪人生）のために「旧数学I、旧数学II」、新課程履修者（現役生）のために「数学I・A、数学II・B」の2種類の試験科目が設けられた。現役生は新課程のみ選択可能であった。浪人生は旧課程・新課程のどちらかを選択可能であったが、履修範囲外の問題が出る新課程を選択する者は少なく、殆どは旧課程を選択した。しかし大学入試センターが公表した平均点は、数学I・Aは66.4点、旧数学Iは59.8点と約7点差、数学II・Bは63.9点、旧数学IIは42.2点と約22点差で、いずれも旧課程科目の方が平均点が低かった。通常は浪人生の方が同じテストでも10点近く平均点が高いことを考慮すると、実質的には数学Iで17点、数学IIでは32点と合計約50点もの差となる。このため全国の浪人生や予備校などから抗議の声が上がった。大学入試センターは「今後は難易度に差が生じないように配慮する」というコメントを発表し、同年に刊行された「大学入試センター試験・試験問題評価委員会報告書」の冒頭において陳謝している。しかし事前にどのような防止策を行っていたのか、あるいは何も実施していなかったのかについては公表されなかった。文部省の指示により二段階選抜の取りやめが行われたが二浪が多く生じた。このことは当時「浪人生の悲劇」と言われていた。
- 1998年度の本試験「英語」第5問で虫歯治療に関する英文が出題されたが、その内容が現在の歯科技術に全く反するものであるとして、全国保険医団体連合会歯科協議会会長が大学入試センターに意見書を提出した。
- 2001年度の本試験「英語」第6問の小説文が、三友社出版発行の高等学校英語教科書掲載の文章と出典が同じで、ストーリーも酷似していたことが指摘された[46]。ただし、この教科書がシェア0.25%（採択部数：4,000部）と少なく、さほど大きな問題とはなることはなかった。
- 2004年、東北大学教授の森田康夫が、センター試験の数学の問題は「計算力」で解けてしまうため「数学力」の判定にはならないという批判を朝日新聞に寄稿した。森田の調査によれば、東北大学が独自に行う二次試験の数学の成績とセンター数学の成績に特に強い相関関係は見られなかったという。
- 2004年度の本試験「世界史」について、新しい歴史教科書をつくる会は「強制連行」などを確定的事実として扱っており公正であるべきセンター試験がイデオロギー的に偏向していると批判し、同年7月には当時の受験生が原告となって大学入試センターを提訴した[47]。また、藤岡信勝は過去のセンター試験の日本史・世界史の問題25年分を検証し、類似の問題点を含む出題が多数あることを指摘している。なお、訴訟は2005年10月25日に原告請求を棄却する旨の判決が確定している。

#### 2005年度の本試験
- 「英語」第5問の天気図を素材とした問題、気象学的にはあり得ない寒冷前線図が素材となっていると、気象予報士の森田正光らが疑義を呈している[48]。
- 「国語I」第1問（現代文評論）で、大岡信『抽象絵画への招待』が出典に用いられたが、この文章は高等学校国語教科書（第一学習社『高等学校 現代文2』）に所収されていたほか、過年度にも様々な大学入試や模擬試験で既に使用された文章であった。大学入試センターは、問題作成時点でのチェックミスと発表し、異例の記者会見を開き謝罪したが、チェック自体が杜撰なものであったと批判された。この件に関して、大学入試センターは得点調整・再試験などの措置は講じていない。
- 「国語I・II」第3問（古文）問4に関して、河合塾は「正解をひとつにしぼるのは困難」と指摘し、大学入試センターに対して公開質問状を提出した。問題は『日光山縁起』の一節で、5つの選択肢のうち正しいものを1つ選ぶものだが、選択肢（5）「不孝をわびたい」という心情を本文から読み取ることは困難であり、また選択肢（2）にある馬との対話とも読み取れるとしている。この問題の背景としては、近年のセンター試験古文は、高校の学習範囲ではない江戸近代などの文章（平安文法を逸脱しているもの）が多く、また、物語になると、表面からはとても読み取れないような深いことを聞いており、センター試験レベルの出題ではない、といった点が挙げられる[49]。

#### 2006年度の本試験
- 「政治・経済」において、実教出版発行の教科書の日本と他国のGDP比較のグラフと類似のものが出たが、同教科書に誤りがあったため間違えた受験生が発生した。しかし、救済措置は取られなかった。

#### 2007年度の本試験
- 「世界史B」小問32に関して河合塾は、「フランスでは、普仏戦争（プロイセン=フランス戦争）の敗北後、第三共和政が成立した」という文を正文として扱う問題があったのに対し、東京書籍『新選世界史B』（採択率：8.2%）と三省堂『世界史B』（同3.9%）では、第三共和政の開始を普仏戦争中の1870年として扱っており、学説的にも異同が見られることから、不適切な設問ではないかとする質問状を大学入試センターに送付した。これについて大学入試センターは同年1月21日、第三共和政が成立した時期については様々な説があるが、一般的には普仏戦争後に成立したと考えられているとして、明らかな出題ミスではないと回答した。だが河合塾は同日、該当の教科書で履修した生徒に対して問題が不利益になったこと、普仏戦争の敗北と第三共和制成立の定義について再考してもらいたいとして、質問状を送付している。
- 河合塾は、「化学I」第4問問4（加水分解後の物質より元のエステルの構造式を問う問題）についても、ギ酸はフェーリング反応をせず、問題文中の記述「b 得られたカルボン酸は、フェーリング液を還元した」を正確に考えると正解がなく、深く学習をした受験生にとって不利益になったとして質問状を送付している。これに対してセンターは同年1月26日、ギ酸とフェーリング液との反応については、通常のアルデヒドと同様に反応性を示すという文献と、ギ酸はフェーリング反応を示さないとの文献の2種類があるが、センター側による実験の結果、ギ酸がフェーリング液を還元することが確認されているため、正答は存在する、と回答している。
- 愛知県の県立高等学校に勤務する非常勤講師から、「物理I」第1問問1（変圧器の原理を問う問題）において、通常の変圧器の計算方法から算出される「5ボルト」が正解とされているが、実際に問題内の図で示されている装置を用いて実験を行った場合、約1.8ボルトしか観測されず、出題ミスであるとの指摘があった。大学入試センターは「各科目ごと20人程度が問題作成に関係しており、次回の参集時に検討してもらう」と回答するに留めた。

#### 2008年度の本試験
- 「世界史A」第2問問9（原子力発電や核実験について正しい選択肢を4つのうちから1つ選ぶ問題）に関して河合塾は、「アメリカ合衆国のスリーマイル島で、原子力発電所の事故が起こった」という選択肢を正答として扱う問題があったのに対し、岩波書店の「世界史年表第2版」や山川出版社の「世界史大年表第5版」では、誤答とされる選択肢「日本とアメリカ合衆国は、1963年に部分的核実験停止（禁止）条約に調印した」について、日米ともに1963年に調印したとの記載があることから、4つある選択肢の中に正答が2つあるのではないかとする質問書を大学入試センターに送付した。河合塾は当初、日本が1964年に条約を批准したことから「誤答」としているのかもしれないが、選択肢にある「調印」は1963年であるため正しいはずだと主張していた。これについて大学入試センターは同年1月21日、両方の選択肢をともに正解とし、該当科目を受験した生徒に対して陳謝した。採点が完了している解答用紙については、採点をやり直すという。センター試験の出題ミスは2002年以来で、12件目となる。
- 「英語」第5問Cにおいて、問題文が「次の漫画の内容に最も近いものを、下の（1）〜（4）のうちから一つ選べ。」となっているにもかかわらず、選択肢が実際には右のページにあったことが22日に判明した。大学入試センターは、解答上は問題ないとして、特別な措置を取らない方針を示している。
- 「地理A」「地理B」の共通問題で校正ミスがあったことを、大学入試センターが同年1月22日に発表した。解答自体に影響はないため、センターは特別な措置を取らない方針を示している。出版社からの指摘で判明した。ミスがあったのは、中国・四国地方にある4都市の農業と経済に関する指標の中から、広島市の指標を選ばせる問題で、「農業産出額」の単位を「千万円」とすべきところを「億円」としていた。
- 倫理、理科総合B、情報関係基礎の計3科目で、試験実施の際に受験生に対して問題の訂正が行われるなど、上記の出題ミス・校正ミスを含め、センター試験の点検体制の不備を指摘する声も上がっている。

#### 2010年度の本試験
- 現代社会、世界史A、情報関係基礎、工業数理基礎、物理Iの試験において訂正・補足説明がされた。
- 「生物」第2問-問3における問題文解釈について、正解が2番とされているが4番とも取れるという内容の質問状を同年1月17日に河合塾が大学入試センターに送付した。
  - 同年1月18日には上記質問状に対する大学入試センターの河合塾の質問を否定する回答に対し、河合塾が再度質問状を送付した。
- 「現代社会」第1問-問3（日本における参政権の記述として適当でないものを（1）〜（4）のうちから選べ。）において、選択肢3「最高裁判所は、外国人のうちの永住者等について、地方選挙の選挙権を付与することは、憲法上禁止されていないとしている。」について、出題者の意図に関する議論が起きた。
  - なお、正解は選択肢4の「衆議院議員選挙において、小選挙区で立候補した者が比例代表区で重複して立候補することは、禁止されている。」。

#### 2011年度の本試験
- 地理Bの第2問-問2の図2の世界地図において、千島列島や台湾などの島が欠落している校正ミスがあり、問題冊子配布と同時に別紙でこのミスの正誤表が配布された。

#### 2014年度の本試験
- 地学Iの第4問-問2、空気塊について扱った問題において解答が2通り導き出せる可能性があると河合塾が公開質問状を送付した[50]。

#### 2015年度の本試験
- 世界史Bの第4問-問8（貞享暦は、中国の（ア）の時代に、（イ）によって作られた授時暦を改定して、日本の実情に合うようにしたものである。）において、日本語の解釈により答えが変わる出題ミスが起きた。授時暦が作られたのは元の時代であったのに対し、日本で貞享暦が採用されたのは清の時代であるため、選択肢2（ア - 元　イ - 郭守敬）と選択肢4（ア - 清　イ - 郭守敬）のいずれも正解とすることで対応した。試験時間中に受験生の指摘により発覚した[51]。
- 「数学II・数学B」第3問（1）オ及び「旧数学II・旧数学B」第3問（1）オの数列の問題において、後の設問とのつながりを考えると選択肢3が適切な解答となるが、（1）を独立した問題として捉えると選択肢0も数学的に正しいとして、選択肢0,3をともに正解とすることにした。ただし選択肢0を正しいことを見出せるものは相応の学力を有するものであり、そのような受験者が選択肢3も正しいことに気づかないということはまず考えられないことであるから、この出題ミスによる（2）以降への設問への影響はないものとした[52]。このミスは試験日翌日に受験生らの指摘によって発覚した[53]。

なお、正解に関わるミスが2件あったのは1997年以来である。

#### 2018年度の本試験
- 地理Bの問4で、北欧文化について誤解を招く表現が見られるという見解を大阪大学大学院のスウェーデン語研究室が発表した[55]。大学入試センター当局は「知識・思考力を問う設問として支障はなかった」と回答。舞台となった国を問題で明示した根拠は「2018年1月16日時点では回答できない」としていた[56]が、後日正確性に欠ける出題であったことは認めた[57]。

#### 2020年度の本試験
- 世界史Bの第１問 問5において、選択肢１(正答）中の「魏」は、三国時代の魏を意味するものだったが、明示がされていなかったため、戦国時代の魏と考えた受験生が誤答と判断する可能性があり、大学入試センターはこの問題について全員に得点を与えると発表した[58]。

### 英語（リスニング）に関するもの
英語のリスニング試験では、ICプレイヤーの不具合によるトラブルが開始年度から毎年報告されている。2006年度は451人、2007年度は381人、2008年度は175人の受験生が再テストを受けることになった。リスニング試験に関しての一定確率でのトラブルは大学入試センターとしても想定済みの事態であり、試験当日における対応マニュアルなども試験監督者に渡されている。6回目となる2011年度では初めて昨年度のICプレーヤーを修理・点検し再利用しており、不具合は2010年の220人から半減した105人（再テストは97人）となった。
その他、機器の不具合以外のトラブルで再試験が認められる例が何件か報告されている。

#### 2008年度の本試験
- 日本文理大学の受験生179人の教室内で、試験開始5分後に、受験生の足元のバッグに入っていた携帯電話の着信音が鳴りだした。試験監督者はバッグを会場の外へ持ち出したが、約30秒間鳴り続けた。大学入試センターは携帯電話の持ち主を除く残りの受験生全員の再試験を認めた[61]。なお、この行為はセンター試験の受験の注意事項に書かれている「試験時間中に携帯電話や時計の音（着信・アラーム・振動音など）を鳴らすこと」の不正行為に該当する。
- 成蹊大学では、試験中に大学内の全教室で約5 - 30秒間停電した。これは節電のため自動的に消灯されるシステムによるもので、大学側がこのシステムを事前に解除しておくのを忘れた。停電している間教室はかなり暗くなったとみられるが、幸いパニックに陥る受験生はいなかったとされている。この大学で受験した855人が再試験の対象となった[61]。
- 横浜国立大学では、試験を行っている教室の近くに物品販売車が停車し、約5分間、客集めのための音楽を流した。問題が聞き取れなかった可能性もあり、この教室にいた受験生1人の再試験を認めた[61]。
- 武庫川女子大学では、同大学で行われた英語リスニング試験において、障害者への特別措置として、別室で1人を受験させていたが、同大学の警備員が、試験室であることを知らずにこの部屋へ入り込み、受験生を問いただすというトラブルが起こった。この教室にいた受験生は、新たに再試験の対象となり同年1月24日に再受験が行われた。

#### 2011年度の本試験
- 東北大学の気仙沼会場では、担当者の確認ミスによりICプレーヤー200個が会場に届かない前代未聞の失態が発生。受験生はICプレーヤーが到着するまでの2時間待たされ、体調不良者も出る事態となった[62]。

#### 2018年度の本試験
- 大阪学院大学で行われたリスニング試験において、試験官が会場に持ち込んだスマートフォンのバイブレーションが作動し、受験生からクレームが出た。大学側はこの試験官を口頭での厳重注意としたが、「生活音の範疇」であるとして、再試験は実施しなかった。また、同大学では、別の教室で受験生が嘔吐し、本来なら試験を中断すべきところ、試験が続行されていた[63]。

### センター試験痴漢祭り
センター試験の時期には、「明日はJK（女子高校生）を痴漢しまくっても通報されない日です」などと受験生を標的とする痴漢予告が多発している。これは、試験に遅刻できないため通報されないと見込んでのものであり、2020年には悪質な書き込みが1000件以上確認されている。

## 話題となった出題内容
センター試験は毎年50万人程度が受験することから学生や受験業界以外にも注目度が高く、ユニークな出題がネット上などで話題になることがある。中には、センター試験オリジナルの出題について著作権の帰属が曖昧なまま、その出題についての様々な二次創作グッズが勝手に販売されるケースもあった。
2001年本試験
- 国語Iで江國香織の小説「デューク」が出題され、感動的な内容であるとして話題になった[66]。

2006年本試験
- 国語の第2問で松村栄子の小説「僕はかぐや姫」が出題され、自身を「僕」と呼ぶ女子高生（ボクっ娘）が主人公であることが話題になった[67]。

2011年本試験
- 国語の第2問で加藤幸子の小説「海辺暮らし」が出題され、水質汚染された海の近くに住む老女が、彼女に立ち退きをさせるために訪れた市役所職員に対して、わざと汚染されたアサリを食べさせる、耳が聞こえないふりをして「ゴ・メ・ン・ナ・サ・イ・ネ」と応答するなど印象的な応対をしていることが話題になった[68]。
- 現代社会において音楽番組の司会者の発言をもとにした問題が出題され、プリンセス・プリンセスの「Diamonds」について言及された[66]。

2013年本試験
- 国語の第2問で牧野信一の小説「地球儀」が出題され、主人公の母親（英語の発音が下手だという設定）の「シイゼエボオイ・エンドゼエガアル」「スピンアトップ・スピンアトップ・スピンスピンスピン」などの不可解な台詞が含まれていることが話題となった[68]。
- 英語リスニングにおいてミートソースの作り方についての英文が出題されたが、最後にキムチベースを入れるというレシピが話題となり、実際に作って試食した感想をSNSに投稿する者も現れた[69]。

2014年本試験
- 国語の第2問で岡本かの子の小説「快走」が出題され、「おほほほほほほほほほほ」「あはははははははははは」という台詞が含まれていたことが話題となった[68]。また、第3問では「源氏物語」が出題された[70]。

2015年本試験
- 国語の第1問がTwitterに関する内容が記述された佐々木敦の「未知との遭遇」から出題された。問題文中で「ggrks」「クソリプ」「パクツイ」を想起させる表現があったが、当の佐々木本人はこの問題がTwitterで話題になるまで｢クソリプ｣という言葉を知らなかった[71]。

2016年本試験
- 国語の第1問で土井隆義の評論「キャラ化する／される子どもたち―排除型社会における新たな人間像」の一節が出題された。問題文中ではリカちゃん、メイドカフェ、ミニーマウス、やおいなどについて言及されたほか、特にやおいについては注釈で詳細な説明がなされた[72]。
- 英語で語り手の叔父が料理人になるきっかけを語った文章が出題され、感動的な内容であると話題になった[66]。

2017年本試験
- 国語の第2問で野上弥生子の小説「秋の一日」が出題され、問題文中に裸婦像を見た子供の「おっぱい。おっぱい」というセリフが含まれていたことが話題となった[73]。
- 日本史Aに妖怪にまつわる漫画作品とそのキャラクター（「ゲゲゲの鬼太郎」の新ぬりかべと新ぬらりひょん、「妖怪ウォッチ」のロボニャンとムダヅカイ）が登場、それぞれのキャラクターが生まれた時代背景を問う問題が出題された[74]。
- 英語の第5問に「主人公が朝起きると猫と体が入れ替わっていた」という内容の文章が出題され、映画「君の名は。」を彷彿とさせるとして話題になった[75]。

2018年本試験
- 地理Bでは前述したムーミンに関する問題のほか、スマートフォンと鉱物資源に関する問題も出題され、分解されたスマートフォンの画像が問題冊子に掲載された。また世界史Bでは「アーサー王物語」にまつわる問題が出題された[76]。
- 日本史Bの第1問が架空の自治体職員同士の会話から出題され、著名なゆるキャラ（くまモン、ひこにゃん、ふっかちゃん、出世大名家康くん）が登場した[77]。
- 数学II・Bでラジアンの定義を問う問題が出題された。大学入試の数学において計算や証明ではなく定義そのものを問う問題は珍しい[78]。

2019年本試験
- 倫理で家族をテーマにした問題が出題され、家族と血縁との関係、シェアハウスなどが取り上げられた。また国語の第3問に「玉水物語」が出題され、美しい姫君に恋した狐があえて人間の女性に化けて姫君のそばに仕えるという内容から「異色の物語」として注目された[79]。
- 英語（リスニング）で、新作漫画のキャラクターを検討している男女の会話を聞き取り、翼と手足の生えたリンゴ（選択肢1番）・翼と手足の生えたニンジン（選択肢2番）・筋肉質な手足の生えたキュウリ（選択肢3番）・筋肉質な手足の生えたブドウ（選択肢4番）の4つのうちから会話内容に合ったキャラクターを選ぶという問題が出題された。試験終了後にこのヘタウマ風イラストが話題となり「リスニング四天王」という俗称が誕生、二次創作作品なども多数制作された[80][81]。ハフポスト日本版がイラストの作者について大学入試センターに質問したものの、問題作成に関わることとして非公開とされている[82]。なお、後日、大学入試センターより"「センター試験」を振り返る"という報告書が発行された際、「英語リスニング問題の"羽ニンジン"」として個別に紹介している項目があり、「リスニング四天王」に言及がある[83]。一時は野菜や果物の被り物を被ったキャラクターが検討されたが、「識別が難しい」「cartoon characterというイメージに合わない」という理由で没になるなど、最終原稿になるまで何度も修正が行われた[83]。大学入試センターとしては受験者ウケよりもきちんと勉強した受験者が正解を導けることを第一に検討されたという[83]。

## 雪との関係
試験が行われる1月中旬 - 下旬は厳冬期に当たるため、雪によって公共交通機関のダイヤに混乱が生じた場合には、開始時刻を遅らせる等の措置を取ることが多い。また、警察がパトカーで受験生を会場まで送り届けることもある。
「センター試験の日は雪の特異日」と言われることもあるが、それは降雪が大々的に報道されているだけであり、センター試験実施日は毎年異なり、気象学や統計学的にも天候に特定の偏りはないため、他の日とさほど変わらない。
東京ではセンター試験が開始された1990年から2015年までセンター試験当日に降雪があった日は5日しかないものの、他の地域での降雪は完全には避けられない状況であり、影響は毎年のように報道されている。